# Вестник архивиста
Ве́стник архиви́ста (англ. Herald of an archivist) — российский историко-архивоведческий журнал. Издается с марта 1991 года. В журнале публикуются научные статьи в соответствии с профилем издания: источниковедение, архивоведение, документоведение, археография, а также статьи по следующим научным направлениям: документалистика, документоведение, архивоведение; историография, источниковедение и методы исторического исследования; отечественная история; всеобщая история. Распространяется по подписке. Группы научных специальностей: 05.25.00 — документальная информация; 07.00.00 — исторические науки и археология; 24.00.00 — культурология.
Журнал представлен в ведущих библиотеках Российской Федерации и зарубежных стран, включен в систему РИНЦ, в «Перечне ведущих рецензируемых научных журналов и изданий, в которых должны быть опубликованы основные научные результаты диссертаций на соискание ученых степеней доктора и кандидата наук» (№ 205).
Занял 14-е место в рейтинге SCIENCE INDEX за 2011 год по тематике «Культура. Культурология». Импакт-фактор РИНЦ 2016 равен 0,122.

## История
Российский историко-архивоведческий журнал «Вестник архивиста» был зарегистрирован 11 марта 1991 года в качестве информационного бюллетеня как средство массовой информации, учредителем его выступило Российское общество историков-архивистов (РОИА). Первым главным редактором стал видный работник архивного дела, один из инициаторов, учредителей и руководителей РОИА, заслуженный работник культуры РФ М. В. Стеганцев. На страницах издания публиковались документы РОИА, доклады, статьи, информация об опыте региональных отделений и представительств РОИА, выступления его активистов на всероссийских и международных научных конференциях, итоги конкурсов на лучшую постановку архивной работы, опыт работы секций и ассоциаций РОИА; рассказывалось о ветеранах архивного дела, памятных датах архивной отрасли.
В 1997 году главным редактором «Вестника архивиста» стал доктор исторических наук, профессор А. Д. Степанский. Он находился в должности до 2007 года, всё это время его заместителем была Т. М. Булавкина. В бюллетене появились постоянные рубрики, которые сохранились до настоящего времени: «Проблемы архивоведения, источниковедения, документоведения, археографии», «Электронные документы и архивы», «Зарубежная архивная Россика», «Генеалогия: отечественный и зарубежный опыт», «Конференции, исторические чтения, выставки, презентации», «Люди, события, факты» и др.
В июне 2008 года информационный бюллетень «Вестник архивиста» по инициативе нового главного редактора, кандидата исторических наук, заслуженного работника культуры РФ И. А. Анфертьева перерегистрирован Федеральной службой по надзору в сфере массовых коммуникаций, связи и охраны культурного наследия как журнал.

## Редакционная коллегия
В состав редколлегии журнала входят: д.и.н. А. Н. Артизов, к.и.н. В. Ю. Афиани, д.и.н. А. Б. Безбородов, к.и.н. З. П. Иноземцева (зам. главного редактора), д.и.н. М. С. Исакова (Узбекистан), д.и.н. В. В. Коровин, Ш. Кечкемети (Франция), д.и.н. М. В. Ларин, д.и.н. Л. Н. Мазур, член-корр. РАН С. В. Мироненко, к.и.н. Е. Ю. Нуйкина (зам. главного редактора), акад. Е. И. Пивовар, акад. Ю. С. Пивоваров, к.и.н. Е. А. Тюрина, д.и.н. Т. И. Хорхордина, д.и.н. А. А. Чернобаев, акад. А. О. Чубарьян, к.т.н. А. С. Шапошников.

## Главные редакторы
- М. В. Стеганцев (1991—1997)
- д.и.н. А. Д. Степанский (1997—2007)
- д.и.н. И. А. Анфертьев (с 2008)